# 기반암

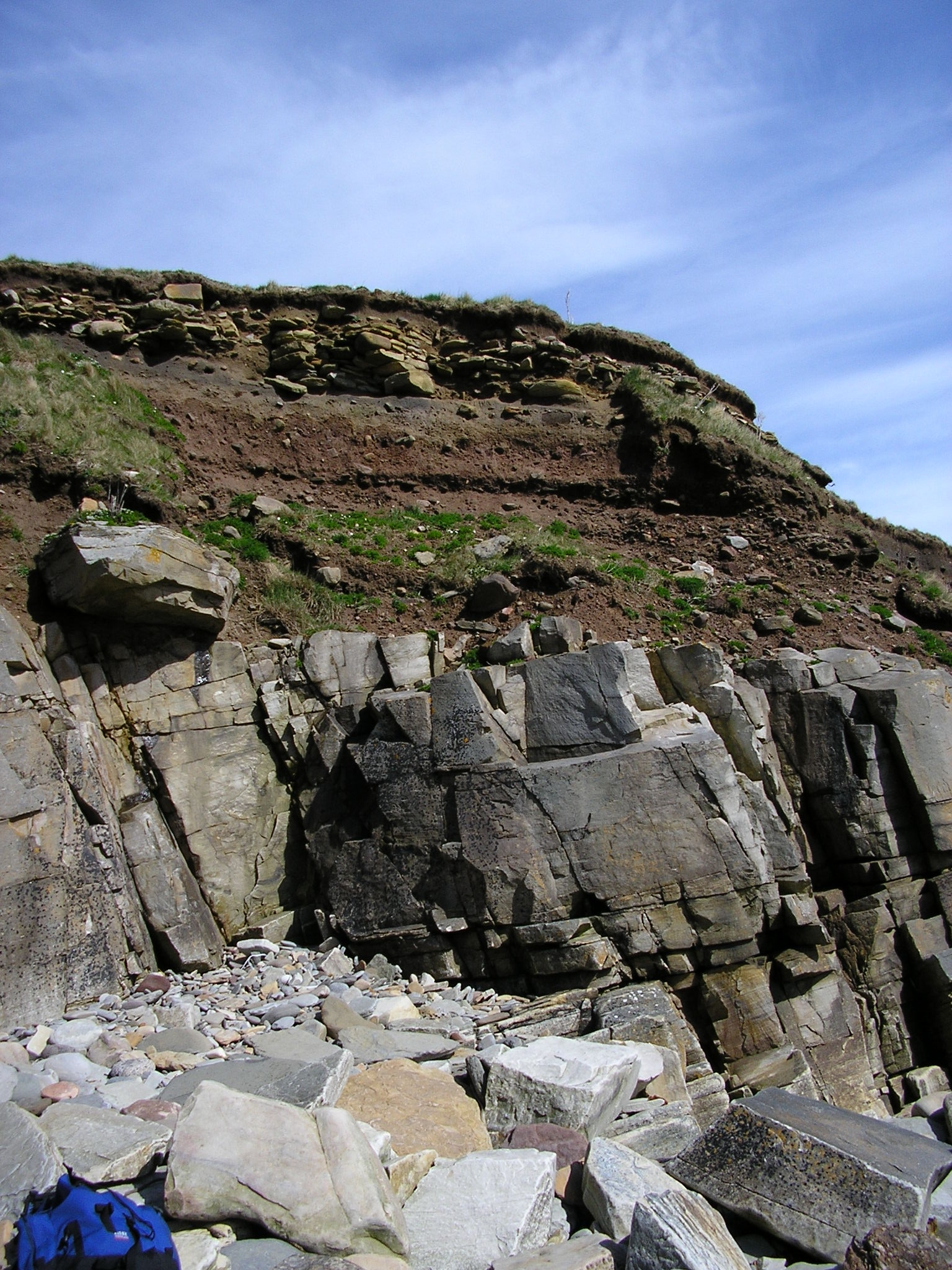

기반암(基盤岩; bedrock)은 대륙 지각을 구성하는 변성암과 화성암으로 구성된 암석의 집합체이다.

## 분류법
암반공학에서 암반을 분류하는 방법은 아래의 것들이 있다.
- RMR
- Q 분류법
- RQD
- 풍화도에 따른 분류

## 암반의 불연속면
절리, 단층 등이 있다.

## 참고 자료
- 박영태 (2019). 《토목기사 실기》. 세진사.